# Aristobulos (Philosoph)
Aristobulos († um 160 v. Chr.) war ein hellenistischer jüdischer Philosoph, einer der frühesten jüdischen Philosophen der alexandrinischen Schule. Wie später Philon von Alexandria versuchte er, die jüdische Tradition mit griechischem Denken zu verbinden.

## Leben
Über das Leben des Aristobulos gibt es nur wenige, teils widersprüchliche und umstrittene Angaben der antiken Quellen. Vermutlich stammte er aus Alexandria. Die früher übliche Bezeichnung „Aristobulos von Paneas“ ist irrig, sie beruht auf einem Missverständnis. Hinsichtlich der Datierung wurden lange sehr unterschiedliche Ansätze vertreten; die Datierungen seines Werks schwankten zwischen dem 2. Jahrhundert v. Chr. und dem 2. Jahrhundert n. Chr., wobei Datierung in die Zeit nach Christi Geburt bedeutete, dass man das Werk für unecht und den Verfassernamen für fiktiv hielt. Heute hat sich die Ansicht durchgesetzt, dass Aristobulos unter König Ptolemaios VI. Philometor (180–145 v. Chr.) tätig war, vermutlich schon in den siebziger Jahren. Nach einem in 2. Makkabäer 1,10 zitierten Brief der Juden von Jerusalem und Judäa an Aristobulos und die ägyptischen Juden, dessen Echtheit und Datierung umstritten ist, war Aristobulos von priesterlicher Abstammung und „Lehrer des Königs Ptolemaios“, womit der judenfreundliche Ptolemaios VI. gemeint ist. Er mag Berater des Königs für jüdische Angelegenheiten gewesen sein. Klemens von Alexandrien bezeichnet ihn als peripatetischen Philosophen, was aber nicht im Sinne einer Zugehörigkeit zu einer peripatetischen Schule zu verstehen ist; die erhaltenen Äußerungen des Aristobulos zeigen wenig peripatetischen Einfluss. Der Bischof Anatolios von Laodikeia zählte ihn zu den Übersetzern der Septuaginta, was zu einer völlig anderen Datierung führen würde, aber nicht zutrifft.

## Werk
Das Werk des Aristobulos ist verloren, der ursprüngliche Titel unbekannt. Es war dem König Ptolemaios gewidmet. Erhalten sind nur fünf Auszüge. Sie stehen in Werken christlicher Schriftsteller (Clemens von Alexandria, Eusebius von Caesarea und Anatolius von Laodikeia). Anscheinend handelte es sich um einen fiktiven, literarischen Dialog zwischen Aristobulos und Ptolemaios, in dem Aristobulos auf Fragen des Königs antwortete. Das Thema war die Exegese der Bücher Genesis, Exodus, Deuteronomium und möglicherweise weiterer Tora-Teile.   
Neben (von Klemens wohl überbetonten) peripatetischen finden sich platonische und pythagoreische Einflüsse und sprachliche und begriffliche Nähe zu zeitnahen jüdischen Texten wie Buch der Sprichwörter, Buch der Weisheit, Jesus Sirach, Pseudo-Phokylides und 4. Makkabäer.
Nach dem Vorbild der stoischen Hermeneutik, welche die griechische Mythologie philosophisch umdeutete, legte Aristobulos die Tora-Texte allegorisch aus. Anscheinend war er der erste jüdische Denker, der dies wagte. Insbesondere wollte er anthropomorphe Formulierungen nicht wörtlich nehmen. Bei der Umformulierung jüdischer Traditionen verwendete er die griechische philosophische Terminologie; so bezeichnete er die Gebote der Tora als aretaí (Tugenden). Aristobulos lehrte eine Präexistenz der Weisheit, die er als „Licht“ identifizierte, und eine maßgebliche Rolle der Zahl Sieben in den kosmischen Abläufen, im menschlichen, tierischen und pflanzlichen Leben (Fragment 5).
Mit diesem Projekt erstrebte Aristobulos einerseits einen Anschluss jüdischer Intellektueller an die griechische Philosophie, andererseits eine rationale Rechtfertigung des Judentums gegenüber der Denkweise der Griechen. Zu diesem Zweck vertrat er eine (später öfters wiederkehrende) historische Fiktion, der zufolge griechische Dichter und Philosophen wie Pythagoras, Sokrates, Plato, Homer und Hesiod ihre Weisheit Moses verdankten. Demnach hätten sie eine angebliche griechische Textfassung des Pentateuch verwendet, die älter war als die Septuaginta. Namentlich von Linus, Orpheus, Aratos oder Musaeus hergeleitete Passagen stünden der mosaischen Überlieferung nahe. Bei den als Belege dafür genannten Texten handelt es sich jedoch weitgehend um späte Fälschungen, die teilweise auf Pseudo-Hekataios zurückgehen. Beim Zitieren der angeführten Textstellen verfuhr Aristobulos sehr frei, um seine These glaubhaft erscheinen zu lassen, und griff sogar in den überlieferten Homer-Text ein; dies war gegenüber König Ptolemaios, der wie alle gebildeten Griechen über eine gute Homerkenntnis verfügt haben muss, sehr kühn. Dieser Umstand war daher ein wesentliches Argument derjenigen Forscher, die das Werk des Aristobulos für eine späte Fälschung hielten.   
Der Bezug zu philosophischen Partien bei Jesus Sirach ist umstritten. Es bestehen eindeutige Übereinstimmungen mit dem Aristeasbrief; sie können mit Abhängigkeit des einen Werks vom anderen, aber auch mit Abhängigkeit beider von einer gemeinsamen Quelle erklärt werden. Im Falle einer direkten Abhängigkeit ist das Werk des Aristobulos wohl als das ältere anzusehen.

## Ausgabe
- Carl R. Holladay (Hrsg.): Fragments from Hellenistic Jewish Authors, Bd. 3: Aristobulus, Atlanta (Georgia) 1995 [kritische Edition des griechischen Texts der Fragmente mit englischer Übersetzung und Kommentar]

## Übersetzung
- Paul Rießler: Altjüdisches Schrifttum außerhalb der Bibel, Augsburg 1928 [Nr. 12, S. 179–185; deutsche Übersetzung der Fragmente]